# Alexander Libermann
Alexander Libermann (1896–1978) va ser un pianista i educador establert a la Bay Area que va ensenyar piano al Mills College.
Va completar la seva primera formació musical a Kíev, Imperi Rus, abans de fugir a Alemanya, on va estudiar amb Egon Petri i Ferrucio Busoni, i a França, on es va veure obligat a viure amagat dels nazis. El 1947, va acceptar una invitació de Petri per unir-se al professorat del "Mills College". Ell i la seva dona Stefa es van establir permanentment a Califòrnia, i va ensenyar a Mills durant 31 anys fins a la seva mort. Libermann té una influència de gran abast i està vinculat com a instructor a molts músics professionals, inclosos els pianistes William Corbett Jones i Lois Maer, i la pianista i compositora Elinor Armer.
El 1984, Armer va recopilar una sèrie de les seves conferències en un volum titulat A Comprehensive Approach to the Piano, en què parla del seu mètode per tocar l'instrument. Centrals en això són les teories que les tecles s'han de moure utilitzant el moviment natural de "agafada" de la mà, i que la creació musical hauria de ser un fenomen en gran part mental i, per tant, els pianistes haurien de practicar gran part del seu cap.